# Пенджо, Дау
Льонпо Дау Пенджо — Постоянный представитель (или посол) Королевства Бутан в Организации Объединённых Наций. Он вручил свои верительные грамоты Генеральному секретарю ООН 26 ноября 2003 года.
Дау Пенджо также является Первым послом Королевства Бутан в Канаде, он вручил свою верительную грамоту генерал-губернатору Канады в Ридо-холл в ноябре 2004 года.
В 2004 году Дау Пенджо был вице-президентом Экономического и Социального Совета ООН (ЭКОСОС).